# Compañía de Mogataces (Orán)
El 2 de julio de 1732 y tras dos semanas de asedio,España recuperaba las plaza de Orán y Mazalquivir, dando por cerrada la etapa de veinticuatro años que permaneció en poder turco-argelino, tras haber sido arrebatadas por estos en enero de 1708 un golpe de mano aprovechando la Guerra de sucesión española y hallarse ambas plazas con poca guarnición y más abastecidas.
Una vez tomado posesión de ambas, las autoridades procedieron a la formación del cuerpo militar que habría de protegerlas en lo sucesivo, creándose un regimiento llamado Fijo de Orán, tomando como base efectivos del Regimiento de Cuenca, a la vez que se creaba una compañía formada exclusivamente por naturales de las tribus circunvecinas que ya eran adictas a España antes de 1708. Dicha compañía recibió el nombre de Compañía de Mogataces y actuaba tanto a pie como montada.
Quedó formada el 10 de mayo de 1734, quedando compuesta por un capitán, un teniente, dos sargentos, cuatro cabos y noventa y cuatro individuos de tropa, pero por diversas circunstancias, por Real reglamento de 10 de noviembre de 1745 se determinó que quedara reducida a un capitán, un teniente, dos sargentos, dos cabos y cuarenta y seis individuos de tropa, con los siguientes sueldos y ventajas:
* capitán: 48 escudos de vellón al mes,
* tenientes: 25 escudos de vellón al mes,
* sargentos: 9 escudos de vellón al mes,
* cabos: 6 escudos de vellón al mes,
* soldados: 4 1/2 escudos de vellón al mes.
A estos sueldos se les añadía una ración diaria de pan de libra y media y a los que iban montados un celemín de cebada y diez libras de paja por caballo y día.
Desde el momento mismo de su creación, permaneció la Compañía en permanente estado de guerra a lo largo de los siguientes casi sesenta años, en una constante actividad, realizando diferentes clases de labores: espionaje, Razia en busca de ganado, fuerza de choque ante incursiones enemigas, ...
Tras suceder los terremotos de octubre de 1790, que duraron por más de un mes y que dejaron fundamentalmente a Orán prácticamente arruinada, tanto los edificios como el sistema defensivo, sufrieron durante más de un año el constante asedio puesto a ambas plazas (Orán y Mazalquivir) por las tropas del bey de Mascara, asedios donde pudo, una vez más, demostrar este Compañía su fidelidad a las banderas que habían jurado. Tras llegar las autoridades españolas a la conclusión de que restaurar la ciudad y defensas de Orán iba a resultar costosísimo y no iba a compensar el beneficio que supondría mantenerse allí y las dificultades que encontrarían durante dicha restauración, se llegó a un acuerdo con el bey y acabó entregando Orán y Mazalquivir y la Compañía de Mogataces partió de aquellos lugares rumbo a Ceuta, donde cambiaron su nombre por el de Compañía Fija de Moros Mogataces de Ceuta.
Se conservan los nombres de algunos de los capitanes que mandaron la Compañía de Mogataces de Orán:
- Manzor ben Onzar, nombrado capitán en junio de 1738
- Almanzor ben Onzar, para 1768 ya era capitán de la Compañía,
- Abdelkader ben Busayaser, capitán en 1775
- Galí ben Almanzor, fue capitán entre 1781 y 1792, graduado de teniente coronel desde septiembre de 1791.

A finales de 1791, la Compañía se embarcó rumbo a la plaza de Ceuta, donde continuarían prestando sus servicios, aunque se dio la circunstancia que en un primer momento quedaron bastante desamparados, recibiendo tarde y mal sus pagas, llegando incluso a no percibirlas, cayendo incluso en la indigencia, hasta que el comandante general de la plaza solicitó al regidor se les pagase mientras se gestionaba ante las autoridades su situación.
Estos Mogataces, a pesar de la existencia de leyes que prohibían la permanencia de musulmanes en la ciudad más allá de lo que el comercio justificaba, continuaron prestando sus servicios en la plaza de Ceuta durante todo el siglo XIX, formando parte en la compañía de Tiradores de Ceuta y en 1911 terminaron por integrarse en el recién creado Grupo de Fuerzas Regulares Indígenas, el cuerpo más laureado del Ejército español.